# Pacifik (hudební skupina)
Pacifik je česká countryová, trampská a folková hudební skupina, která vznikla roku 1971. Skupinu založilo několik hudebníků z bývalé hudební skupiny Drnkači a osadního sboru trampské osady Mantrap. Od té doby Pacifik patřil ke stálicím české folkové a country scény, na které úspěšně působí dodnes. Jeden z otců zakladatelů kapelník Antonín Tony Linhart (1940–2021) patřil bezesporu mezi nejvýraznější české autory trampských písní a osobnosti tohoto žánru. Skupinu založil Tony Linhart spolu s manželi Helenou a Václavem Maršálkovými, k nim se pak přidal Jiří Cipro a zpěvačka Hana Veselá-Sýkorová. Později se přidal i sólový kytarista Miloš Tůma. Vznikla tak „zahajovací“ sestava kapely.

## Poslední personální složení
- Helena Maršálková – zpěv
- Martina Nová – zpěv
- Honza Frühwirt – kytara, zpěv
- Jiří Mašek – basová kytara, zpěv

## Hity
- Velrybářská výprava (Antonín Linhart/Antonín Linhart[1])
- Stopy sešlapanejch bot (Josef Blažejovský/Josef Blažejovský)
- Zlatý údolí (Antonín Linhart/Antonín Linhart)
- Tulácké blues (Antonín Linhart/Antonín Linhart)
- Džínová láska (Josef Blažejovský/Josef Blažejovský)
- Malý velký muž (Antonín Linhart/Antonín Linhart)
- Touha žít (Oregon) (Antonín Linhart/Antonín Linhart)
- Hej kočí (Josef Blažejovský/Josef Blažejovský)
- Mississippi blues (Charlie) (Antonín Linhart/Antonín Linhart) [2]
- Dál, dál, dál (Antonín Linhart/Antonín Linhart)
- Zlato (Antonín Linhart/Antonín Linhart)
- Poraněný koleno (Antonín Linhart/Antonín Linhart)

## Odešlí členové
- kytarista Josef Blažejovský – zemřel jakožto řádný člen kapely dne 22. prosince 2004

## Bývalí členové
- Marcela Voborská
- Věra Čiháková
- Jiří Cipro
- Hana Sýkorová
- Miloš Tůma – zemřel v roce 2006
- František Nedvěd mladší
- Otakar Janovský
- Bedřich Švácha
- Vladimír Vodvářka – zemřel v roce 2023
- Petr Šplíchal
- Jiří Jeřábek
- Václav Maršálek
- Josef Blažejovský – zemřel v roce 2004
- Antonín Linhart – Tony – zemřel v roce 2021

## Diskografie
V následujícím seznamu jsou uvedena alba, na kterých vyšly písně této skupiny, na některých se ale mohou vyskytovat i písně jiných skupin.

### Gramofonové desky
- LP Velrybářská výprava – Supraphon 1982
- LP Stopy sešlapanejch bot – Multisonic 1991

### CD
- Stopy sešlapanejch bot – Multisonic 1991
- Velká vlaková loupež – Presston 1993
- Džínové lásky Heleny Maršálkové – Presston 1994
- Tulácký blues Tonyho Linharta – Multisonic 1994 (hosté: Věra Martinová, Jitka Vrbová, Milena Soukupová, Věra Čiháková, Míla Solařová, Bohuslav Navrátil, Štěpán Rak, Pavel Soukup, Miloš Tůma)
- Ztracený tratě Marcely Voborské – Presston 1995
- Když přijdou chvíle – ABS 1995
- Tulácký amulet – Venkow records 1996
- Oheň, voda, vítr – Venkow records 1997
- Ranec plnej písní – František Nedvěd, Helena Maršálková, Pacifik (Venkow 1997, MC, CD)
- Ranec plnej písní – Venkow records 1998
- Velrybářská výprava (reedice) – Bonton 1998
- Pacifik – master série – Venkow records 1998
- Půlnoc na řasách – Venkow records 2000
- Pacifik 30 let (2 CD) – Venkow records 2001
- Pacifik 20 Nej – Multisonic 2002
- Pacifik Vyznání – Venkow records/Universal 2003
- Pacifik story – Universal music 2004
- Pacik Kristova léta (2 CD) – Brothersk records 2004